# Arenaria fursei
Arenaria fursei är en nejlikväxtart som beskrevs av Lazkov. Arenaria fursei ingår i släktet narvar, och familjen nejlikväxter. Inga underarter finns listade i Catalogue of Life.